# بهلول أباد (أرومية)
بهلول‌ أباد هي قرية في مقاطعة أرومية، إيران. عدد سكان هذه القرية هو 751 في سنة 2006.